# Wasserturm Holz

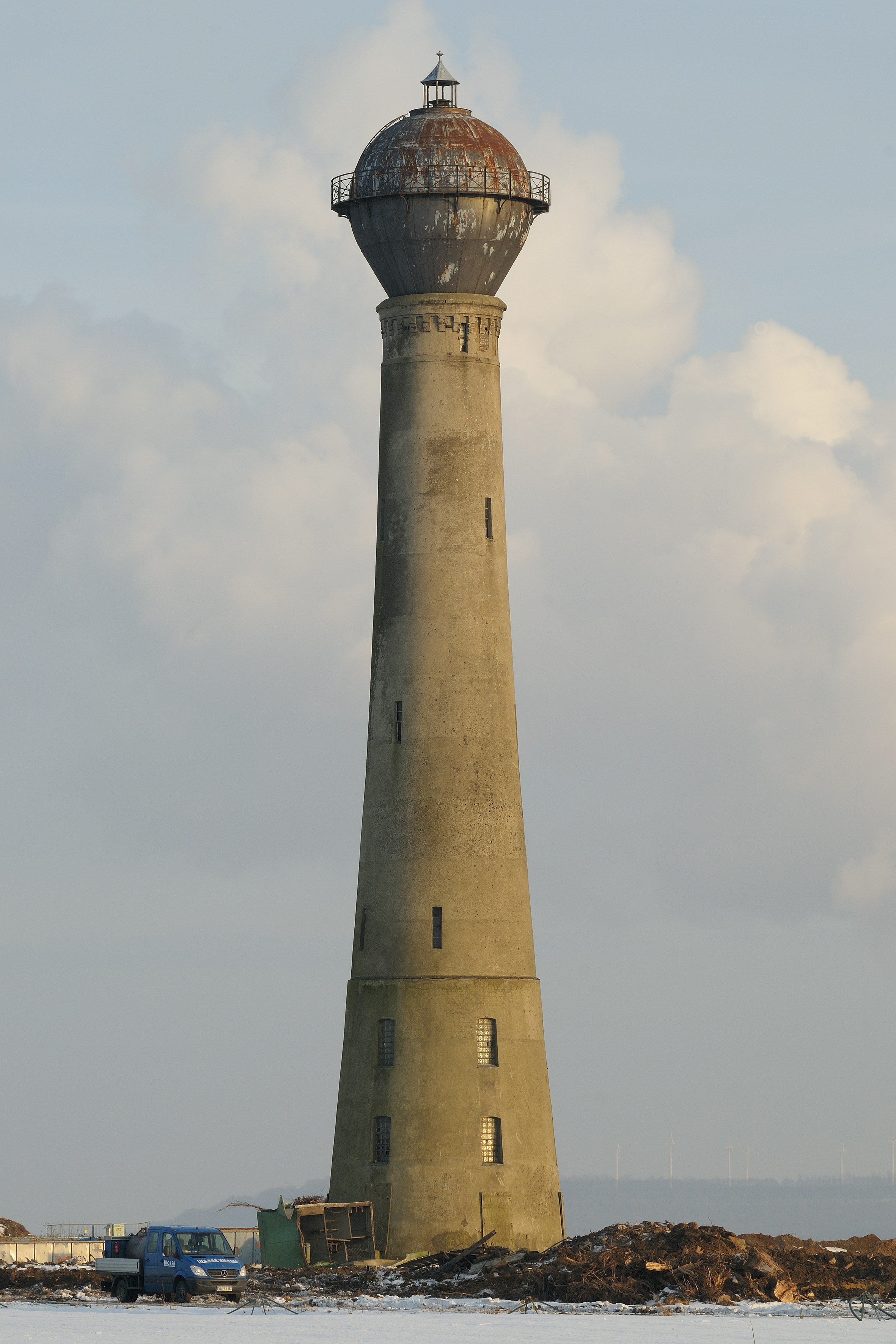
Wasserturm 2011

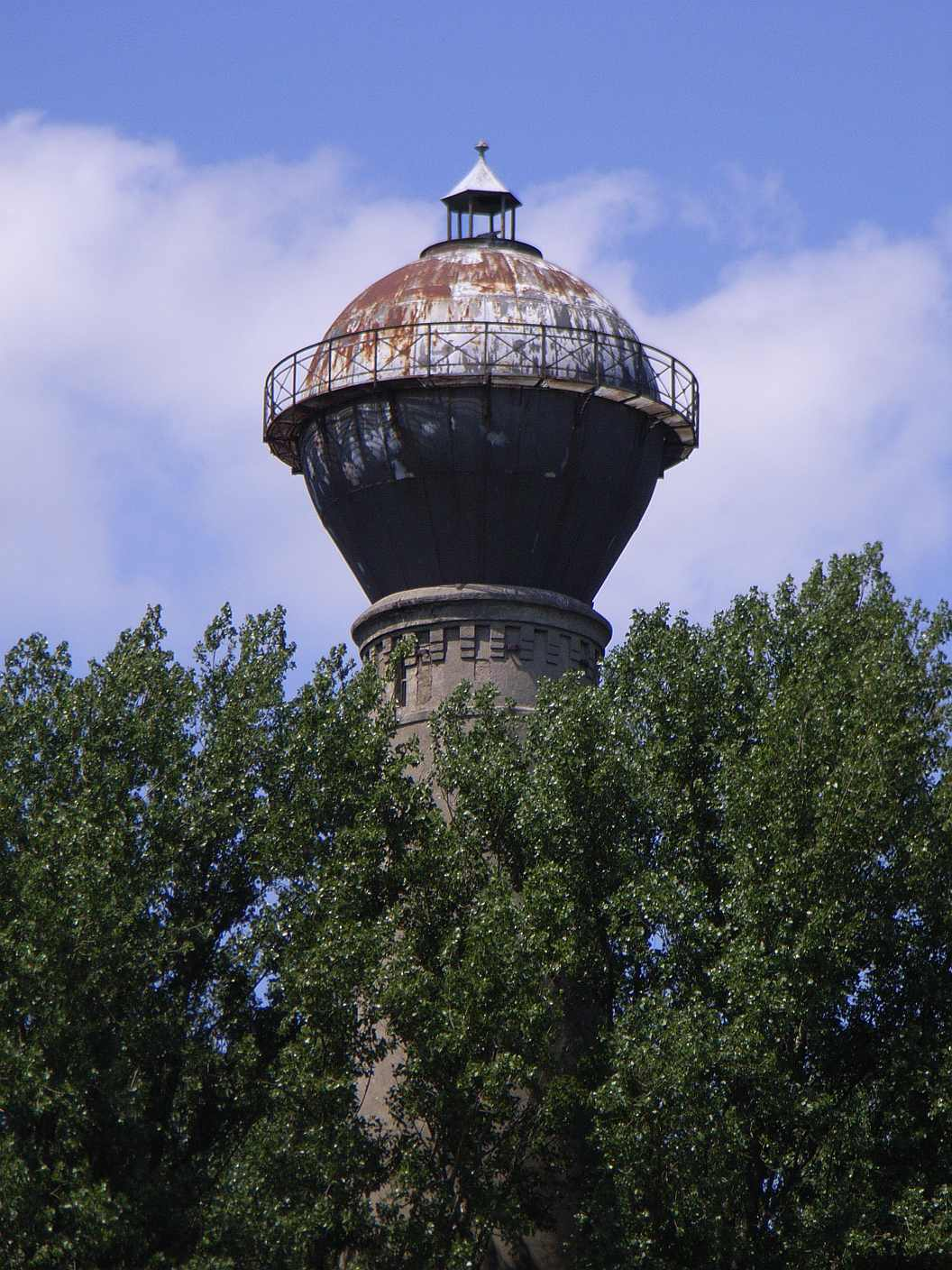
Wasserturm 2008

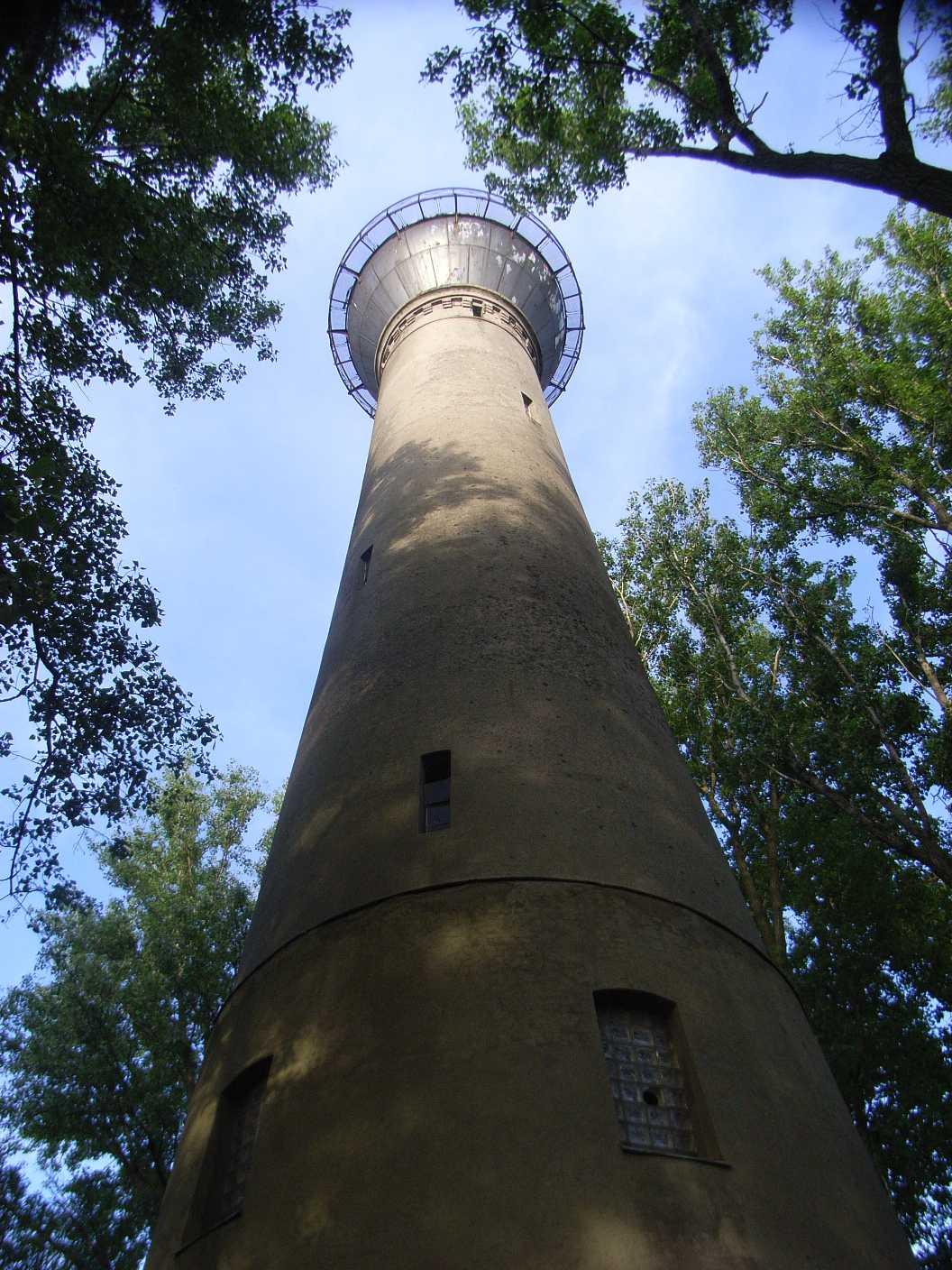
Wasserturm 2010

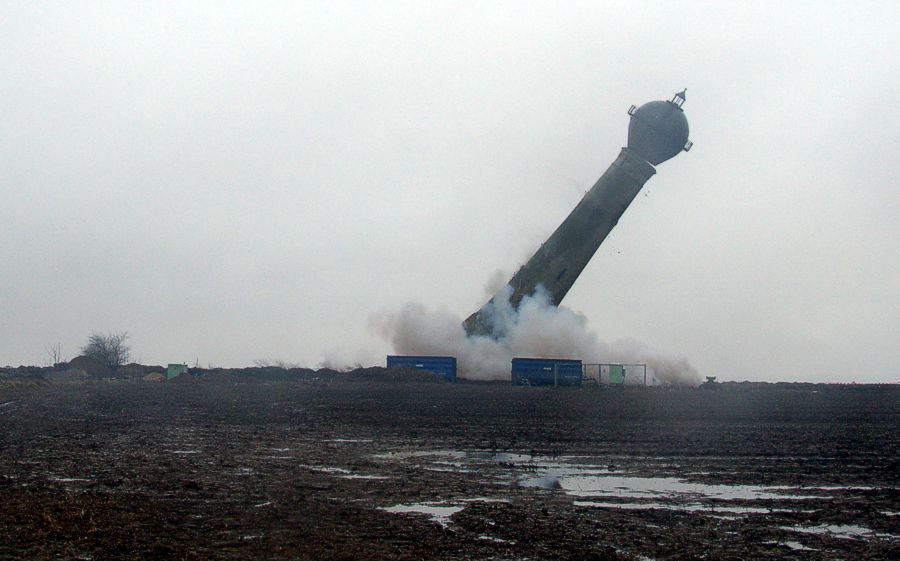
Sprengung Wasserturm

Der Wasserturm in Holz wurde 1908 erbaut und galt bis zu seiner Sprengung 2011 aufgrund des Tagebaus Garzweiler als Wahrzeichen des Dorfes Alt-Holz, Gemeinde Jüchen. Die Höhe des Wasserturms betrug 48 m.

## Lage
Der Wasserturm lag an der ehemaligen Landstraße von Hochneukirch nach Alt-Otzenrath. Er stand südwestlich von Holz.

## Geschichte
Der Wasserturm wurde ab 1908 für die Trinkwasserversorgung von Hochneukirch genutzt. Später wurde er von der Gemeinde Hochneukirch an die Kreiswasserwerke Grevenbroich verkauft. In der Betriebszeit wurde der Wasserturm von einem Pförtner bewacht, der neben dem Turm ein Gebäude besaß. Dieses wurde allerdings bei der Umlegung der Straße nach Otzenrath abgerissen. Ab 1940 besaß der Turm eine Schießanlage, welche nach dem Zweiten Weltkrieg wieder entfernt wurde.
Durch den näherrückenden Tagebau wurde bereits in den 60er Jahren das Wasser in der Gegend abgepumpt und die Rohre des Wasserturms waren nicht mehr tief genug. Seitdem war der Wasserturm ungenutzt. Er diente bis zur Umsiedlung des Dorfes Holz als Wahrzeichen des Ortes. Die Umsiedlung von Holz begann 2006. Bis 2011 war der Ort bereits vollständig abgerissen und am 22. Januar 2011 um 16 Uhr wurde auch der Wasserturm gesprengt.

## Sprengung und Denkmal in Neu-Holz
Der Wasserturm wurde am 22. Januar 2011 gesprengt. Dabei sollte die Laterne des Wasserturms auf der Kuppel nach Möglichkeit erhalten bleiben, da sie als Wahrzeichen im neuen Ort errichtet werden sollte. Sie wurde bei der Sprengung allerdings stark beschädigt und konnte für ein Denkmal in Neu-Holz nicht verwendet werden.
Es gibt Überlegungen, den Wasserturm als Symbol im Maßstab 1:2 nachzubauen.

### Videos der Sprengung
- Sprengung des Wasserturms in der Lokalzeit aus Düsseldorf
- Sprengung des Wasserturms
- Sprengung Wasserturm und Vorbereitungen

Koordinaten: 51° 5′ 12,9″ N, 6° 27′ 46,1″ O